# 水谷村
水谷村（みずたにむら）は、埼玉県入間郡、後に北足立郡に存在した村。

## 地理
- 埼玉県北足立地域の荒川右岸側の武蔵野台地上、および柳瀬川沿いの沖積平野に位置する。
- 2006年現在における富士見市南部にあたる。

河川・池沼
- 新河岸川
- 柳瀬川
- 富士見江川

## 村名の由来
水子と針ケ谷の合成による。
現在は富士見市立水谷小学校等に名をとどめるほか、村名と同じ町域水谷および水谷東が起立されている。

## 歴史
- 1889年（明治22年）4月1日 - 町村制施行に伴い、水子村・針ケ谷村が合併し、入間郡水谷村が成立する[1]。それぞれ水谷村の大字になる。
- 1944年（昭和19年）2月11日 - 戦時町村合併促進法により、北足立郡志木町・内間木村・入間郡宗岡村と合併し、北足立郡志紀町となる[2][1]。水谷村一時消滅。
- 1948年（昭和23年）4月1日 - 志紀町が解体され、志木町・内間木村・宗岡村・水谷村に分離し、北足立郡水谷村が成立する[2]。
- 1956年（昭和31年）9月30日 - 入間郡鶴瀬村・南畑村と合併し、入間郡富士見村となり[2]消滅。大字は富士見村に継承された。
- 1964年（昭和39年）4月1日 - 富士見村が町制施行して富士見町となる。
- 1972年（昭和47年）4月10日 - 富士見町が市制施行して富士見市となる。

## 大字
- 水子
- 針ケ谷